# Campeonato Potiguar 1950
In 1950 werd het 31ste Campeonato Potiguar gespeeld voor voetbalclubs uit de Braziliaanse staat Rio Grande do Norte. De competitie werd gespeeld van 17 mei 1950 tot 28 januari 1945 en georganiseerd door de Federação Norte-rio-grandense de Futebol. ABC werd de kampioen.

## Eindstand
| Plaats | Club              | Wed. | W | G | V | Saldo | Ptn. |
| ------ | ----------------- | ---- | - | - | - | ----- | ---- |
| 1.     | ABC               | 13   | 8 | 3 | 2 | 24:9  | 20   |
| 2.     | Santa Cruz        | 13   | 8 | 3 | 2 | 28:12 | 19   |
| 3.     | União             | 13   | 6 | 2 | 5 | 24:31 | 14   |
| 4.     | América de Natal  | 13   | 6 | 2 | 5 | 26:24 | 14   |
| 5.     | Riachuelo         | 13   | 5 | 2 | 6 | 26:32 | 12   |
| 6.     | Alecrim           | 13   | 4 | 3 | 6 | 13:25 | 11   |
| 7.     | Atlético Potiguar | 13   | 4 | 1 | 8 | 19:25 | 9    |
| 8.     | Potiguar          | 7    | 0 | 0 | 7 | 6:8   | 0    |

|  | Kampioen |

## Kampioen
| Campeonato Potiguar de 1950 |
| Rio Grande do Norte         |
| --------------------------- |
| ABC Kampioen (21° titel)    |